# Dispio glabrilamellata
Dispio glabrilamellata är en ringmaskart som beskrevs av Blake och Kudenov 1978. Dispio glabrilamellata ingår i släktet Dispio och familjen Spionidae. Inga underarter finns listade i Catalogue of Life.